# Fifth
Fifth är ett musikalbum av den brittiska musikgruppen Soft Machine som utgavs 1972 av skivbolaget Columbia Records/CBS. Då inspelningarna till denna skiva påbörjades 1971 var Phil Howard ny trumslagare i gruppen sedan Robert Wyatt lämnat den efter albumet Fourth. Howard kom dock bara att medverka på halva skivan då han i sin tur ersattes av John Marshall tidigt 1972. Detta blev också det sista albumet där saxofonisten Elton Dean medverkade. Gruppen var nu i princip en renodlad experimentell jazzgrupp, med knappt märkbara influenser av rockmusik.

## Låtlista
1. "All White" (Mike Ratledge) – 6:06
2. "Drop" (Ratledge) – 7:42
3. "M C" (Hugh Hopper) – 4:57
4. "As If" (Ratledge) – 8:02
5. "L B O" (John Marshall) – 1:54
6. "Pigling Bland" (Ratledge) – 4:24
7. "Bone" (Elton Dean) – 3:29